# Jacobo Ángeles
Jacobo Ángeles (14 de marzo de 1973) es un artista mexicano proveniente de San Martín Tilcajete, Oaxaca reconocido por su técnica de escultura y su distintiva pintura en figuras de alebrije.  
El pueblo en cuestión está lleno de estas piezas y la gran mayoría están cinceladas de animales pintados con colores brillantes y diseños robustos, Ángeles hizo una expansión de estas piezas hechas con madera. Los artesanos se han vuelto distinguidos por su excelente técnica para pintar; sus diseños intrínsecos están inspirados en el estilo zapoteco y en diseños indígenas, los cuales han sido impulsados por él. Jacobo trabaja con su esposa María del Carmen Mendoza, su hijo Ricardo y varios familiares, su estudio está ubicado en su pueblo en la calle Olvido #9. Mientras Ángeles continúa creando alebrijes, mucha de la producción de su estudio es hecha por los miembros más jóvenes de su familia y su estudio es una atracción turística del pueblo. Ángeles viaja alrededor del mundo promoviendo sus diseños zapotecos y compartiendo su cultura a través de estos particularmente en los Estados Unidos. Su trabajo ha sido exhibido en las principales avenidas de México y EUA también ilustradas en 2 libros exclusivos de él. En el 2014, él fue invitado a la Ciudad del Vaticano para conocer al papa Francisco y montó un alebrije con escenas nativas y decoraciones navideñas.

## Antecedentes
Con su esposa fueron criados en familias agricultoras en San Martín Tilcajete, comunidad zapoteca en el centro de los valles de Oaxaca. En su juventud, Jacobo aprendió a tallar madera por su padre, él se interesó en moldear y diseñar los árboles de copal, con eso hizo sus primeros diseños. Su papá falleció cuando tenía 12 años de edad, dejándolo a él como soporte de su familia, la cual mantuvo gracias a sus diseños de alebrijes.

## Técnica artística
Su trabajo se volvió un negocio que construyó junto con su esposa. Jacobo generalmente talla y pinta esculturas y María se encarga de pintar, decorar y diseñar, además de crear piezas de arte con materiales naturales.
Su trabajo se distingue en el diseño pero particularmente en la manera en la que pintan y seleccionan los colores de los alebrijes, ya que Ángeles fue el creador de esta singular técnica, en la que se reflejan símbolos con un significado argumentado por los ancestros o interpretado por él. Como otros diseñadores de alebrijes en Oaxaca, la madera que utilizan es suave copal y en esos casos la colectan de la sierra más cercana de Cuicatlán y trabajan sólo con herramientas de mano como machetes, cuchillos y destornilladores. Las piezas talladas se miden de centímetros a metros, tanto de largo como de ancho. Los animales se reconocen fácilmente: jaguares, perros y osos. A menudo los ponen volando, rascándose o peleando. Uno de los elementos más distintivo en el trabajo de Ángeles es el colocar caras humanas en cuerpos de animales, un claro ejemplo es la tortuga con cabeza de mujer (1998).  Esto refleja una creencia mesoamericana nahuals, humanos que se convierten en una especie de animal por las noches. Una creencia de Jacobo es que todo ser humano representa de alguna forma a un animal llamada nahual.
Las pinturas de sus alebrijes son brillantes, con colores poco naturales y muchas combinaciones extravagantes, pero sus diseños también se distinguen por acabados finos en la cubierta del alebrije. En estos diseños se incluyen elementos como flores, plantas, diseños geométricos y símbolos indígenas incluyendo el estilo zapoteca y sus orígenes Monte Albán y Mitla. El proceso para terminar un alebrije incluye las habilidades de tallar, pintar, moldear, sumergir la madera en gasolina para matar a los insectos que se encunarán dentro de la madera y por último diseñar y pintar por completo la pieza, la última parte es la más creativa y laboriosa por la complejidad de los diseños.

## Estudio en San Martín Tilcajete
Con su esposa María siguen haciendo alebrijes en su estudio que es también su casa en San Martín Tilcajete; por otra parte, el turismo se ha incrementado gracias a todas las producciones artísticas que se han realizado. Los visitantes en el tour pueden ver el proceso completo para crear estas piezas y también reciben consejos de Ángeles sobre cómo se debe tallar la madera, la importancia de los árboles de copal y cómo formar pinturas naturales y diseñar. La gran mayoría de las artesanías son hechas por los jóvenes de San Martín Tilcajete, casi todos son familiares de Ángeles. El costo de la pieza se eleva cuando Ángeles es quien la crea, pero los estándares de estilo y la calidad son los mismos en todas las figuras. Los talladores y pintores suelen trabajar en equipo, pero generalmente los pintores tienen el permiso de pintar y decorar la pieza como ellos gusten. Los talladores tienen el permiso de crear la figura que a ellos les inspire con las herramientas propias de la técnica diseñada por Ángeles.

## Reconocimientos
Ángeles se ha convertido en una figura representativa del arte oaxaqueño, viajando alrededor del mundo para mostrar los alebrijes y las herencias culturales de Zapotec.  Su trabajo se ha exhibido en museos y galerías nacionales e internacionales. En el verano su trabajo particularmente se encuentra en Estados Unidos y sus alebrijes han sido exhibido en museos como el Instituto Smithsoniano y el Museo Nacional de Arte (México).
Lo han nombrado como un gran maestro en Fomento Cultural Banamex, y su trabajo ha sido exhibido en dos libros. Masterpieces by Jacobo and María Ángeles (2012) and Cuatro manos, dos oficios. Una iconografía (2014), en conjunto con algunos artistas de Oaxaca Carlomagno Pedro Martínez. En el 2014, junto con otros artistas de Oaxaca, fue invitado a la Ciudad del Vaticano para conocer al papa y colocar 1.200 escenas nativas con decoraciones navideñas, las cuales son exhibidas en los Museos Vaticanos.
Su trabajo se encuentra en muchas partes del mundo, incluyendo Estados Unidos, Alemania, India y Japón. Sus piezas tienen un costo de 2.000 a 30.000 MXN cada una.

## Galería

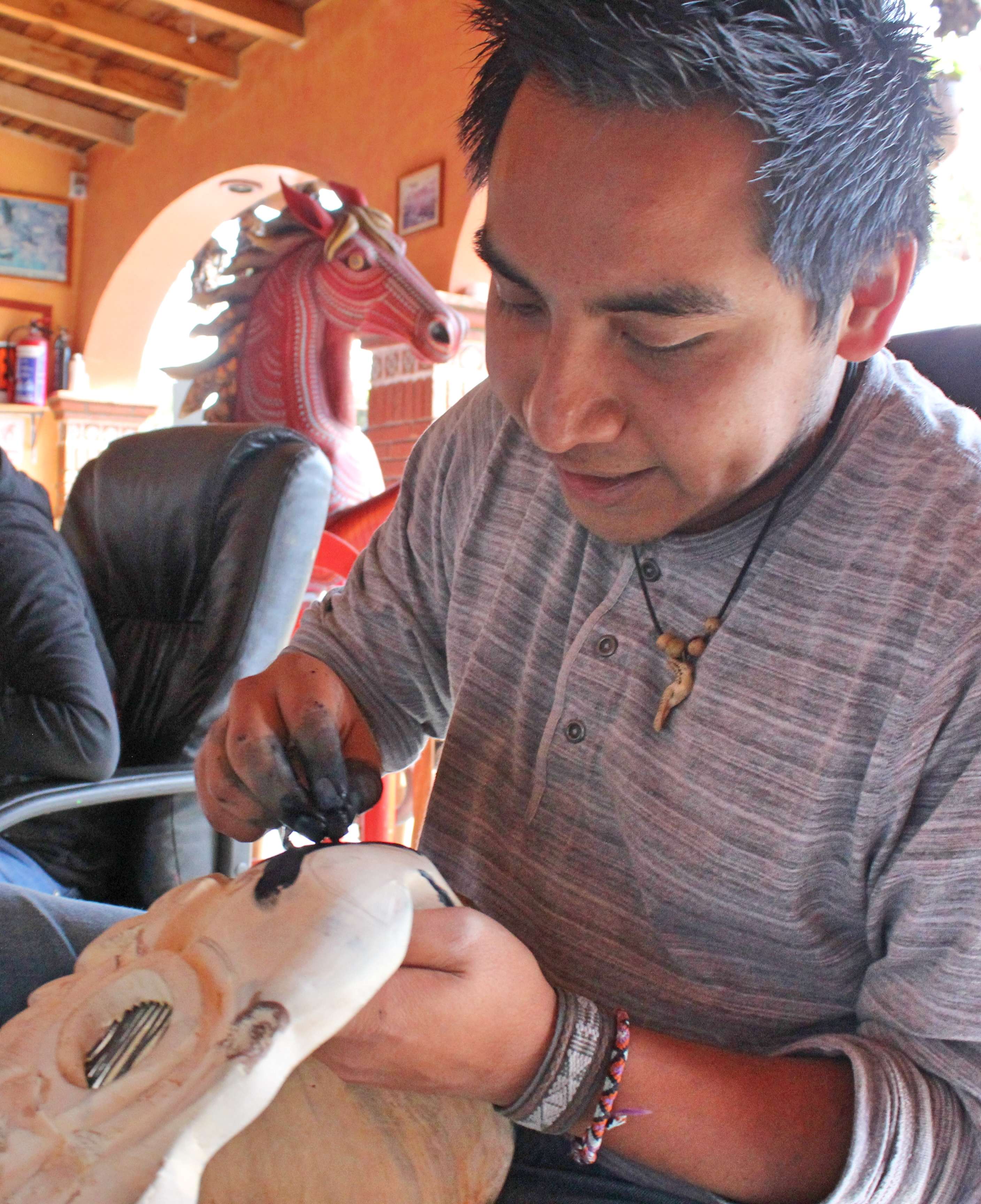
Ricardo Angeles, hijo de Jacobo pintando con añil.
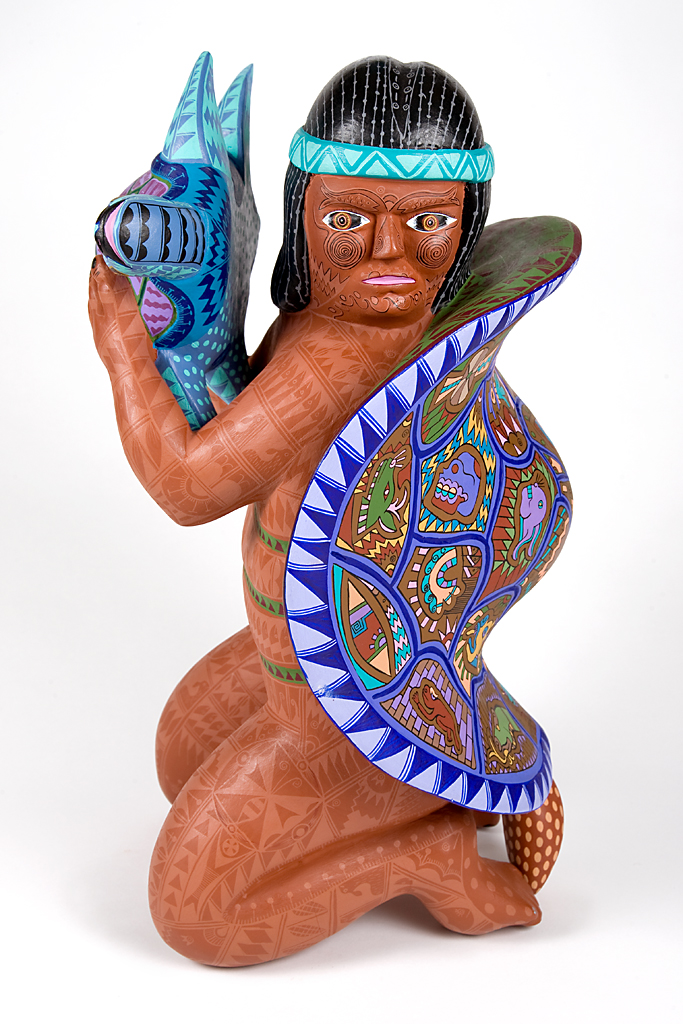
Figura de tortuga nahual por el artesano (1998).
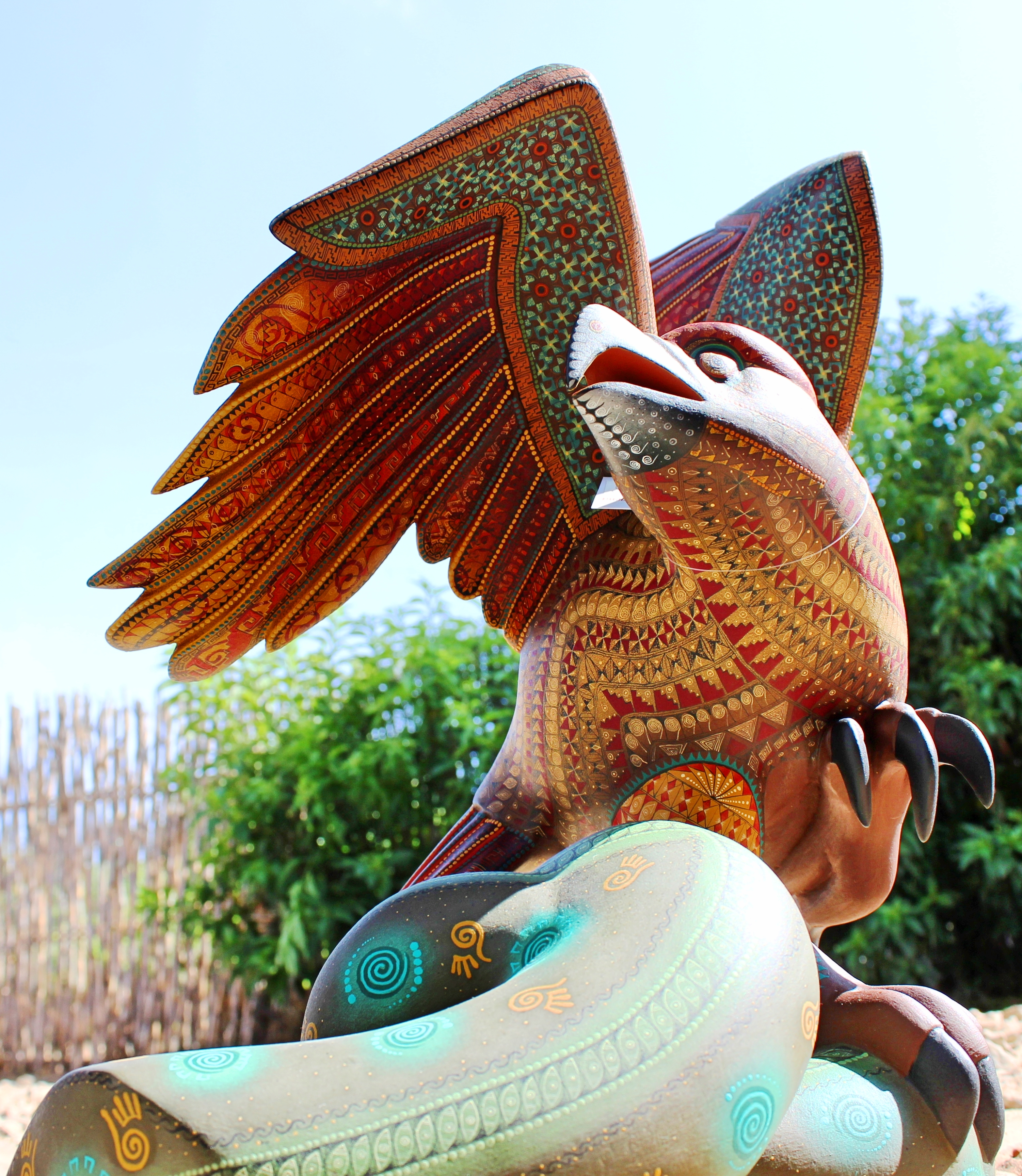
Águila emprendiendo el vuelo (2012), madera tallada y pintura acrílica.
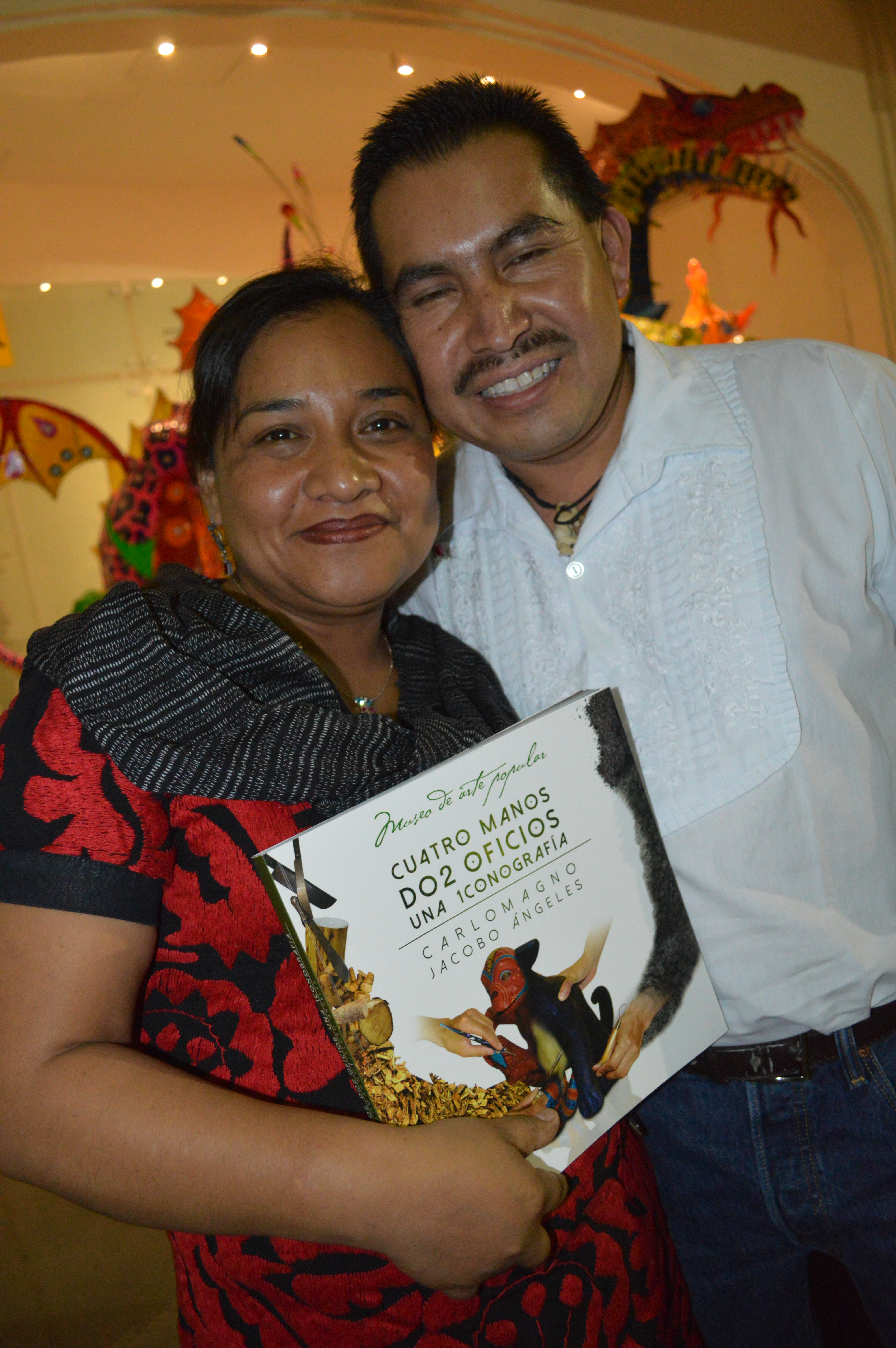
Publicación del libro "Cuatro manos, dos oficios, una iconografía.
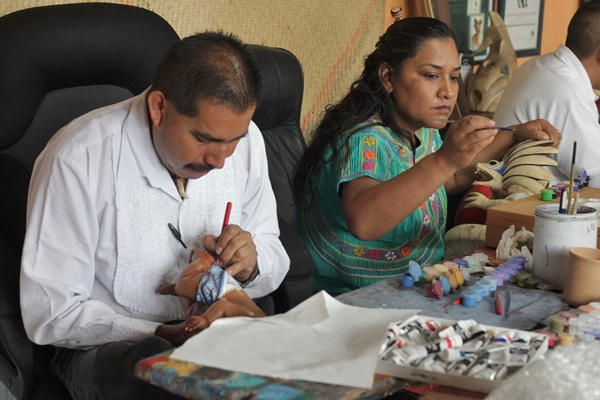
Jacobo & Maria pintando en su estudio.
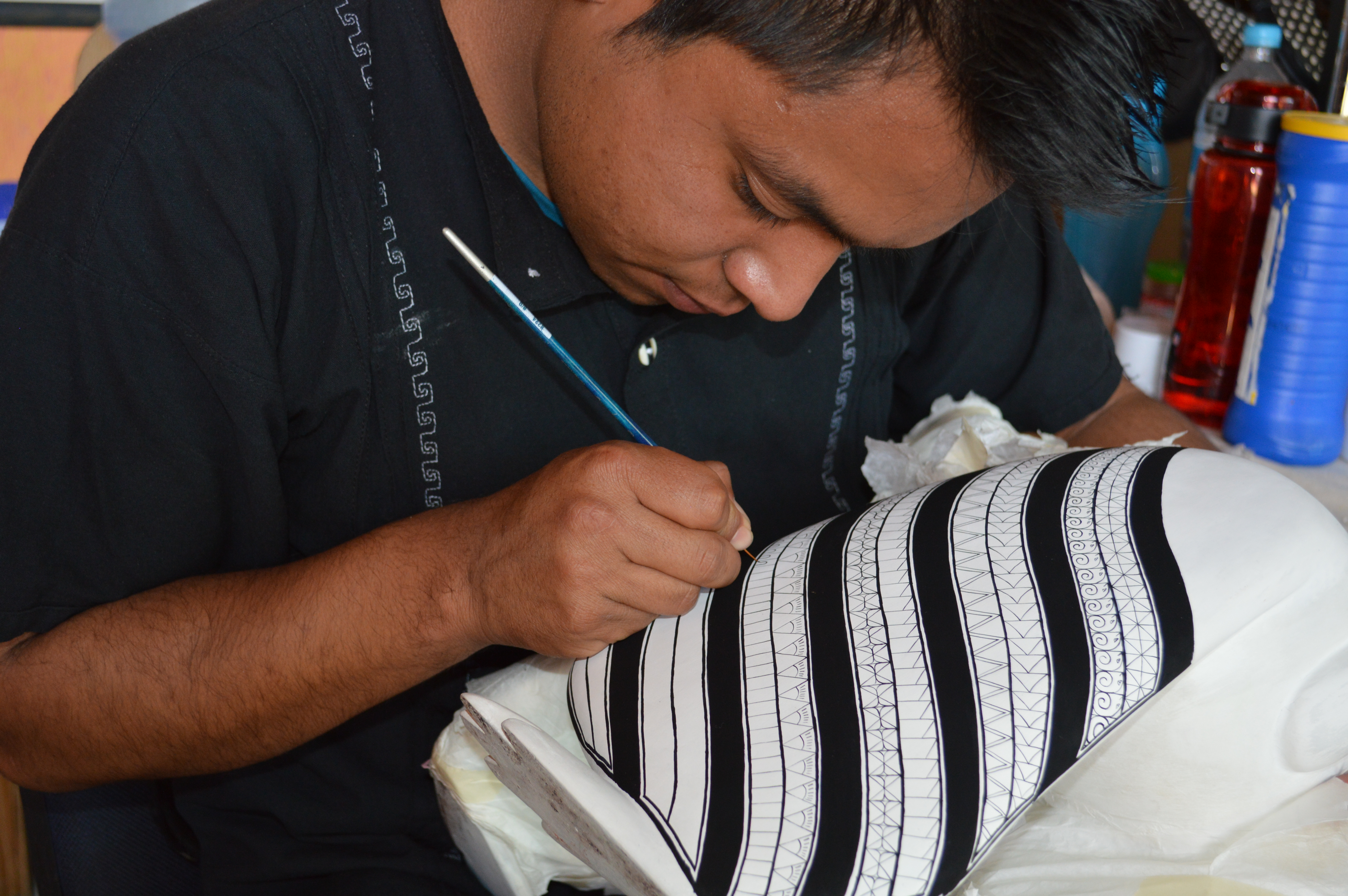
Jóvenes diseños de pintura artesanal en un oso en el taller.
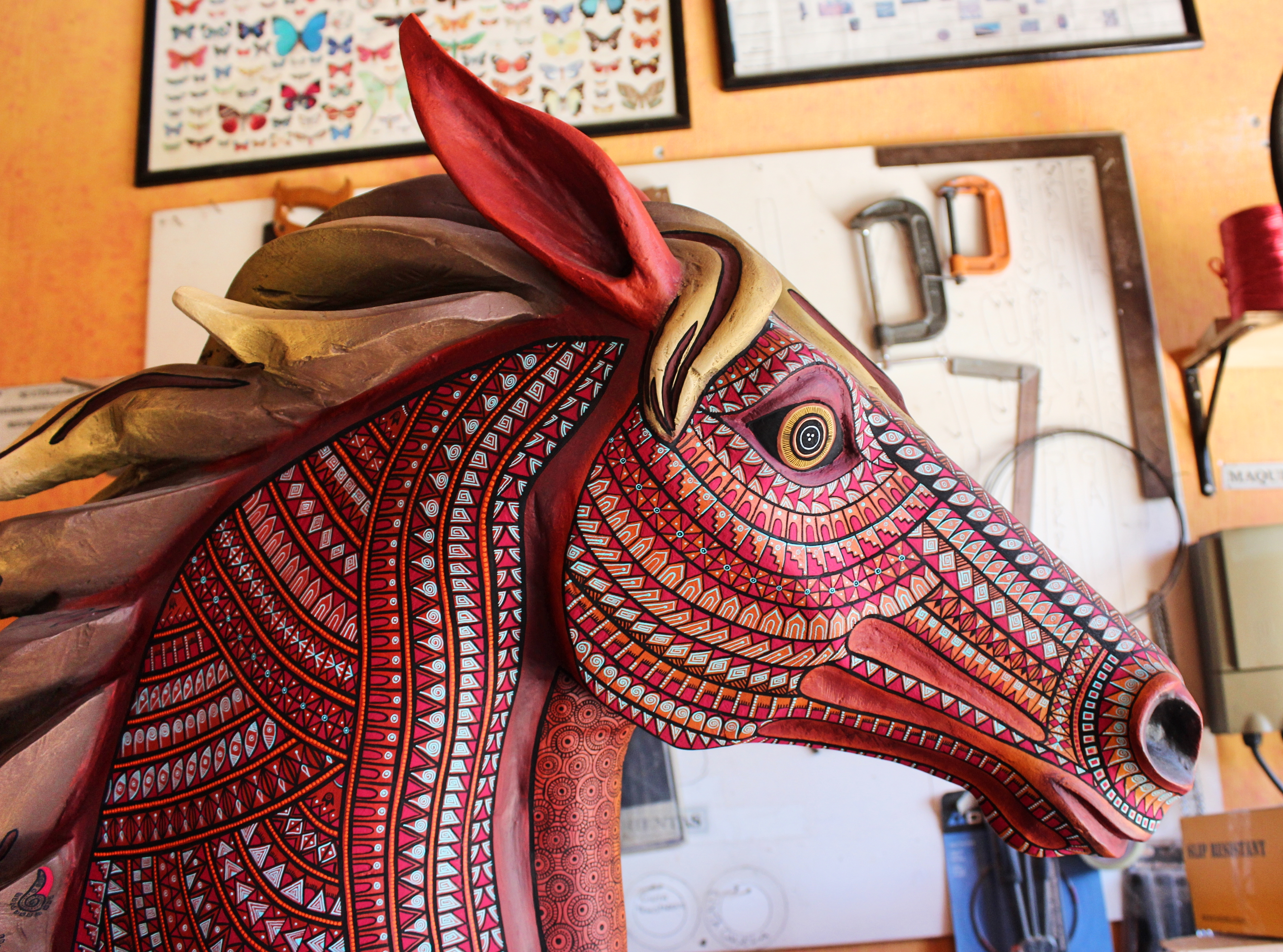
Caballo bailando (2015), madera tallada y pintura acrílica.
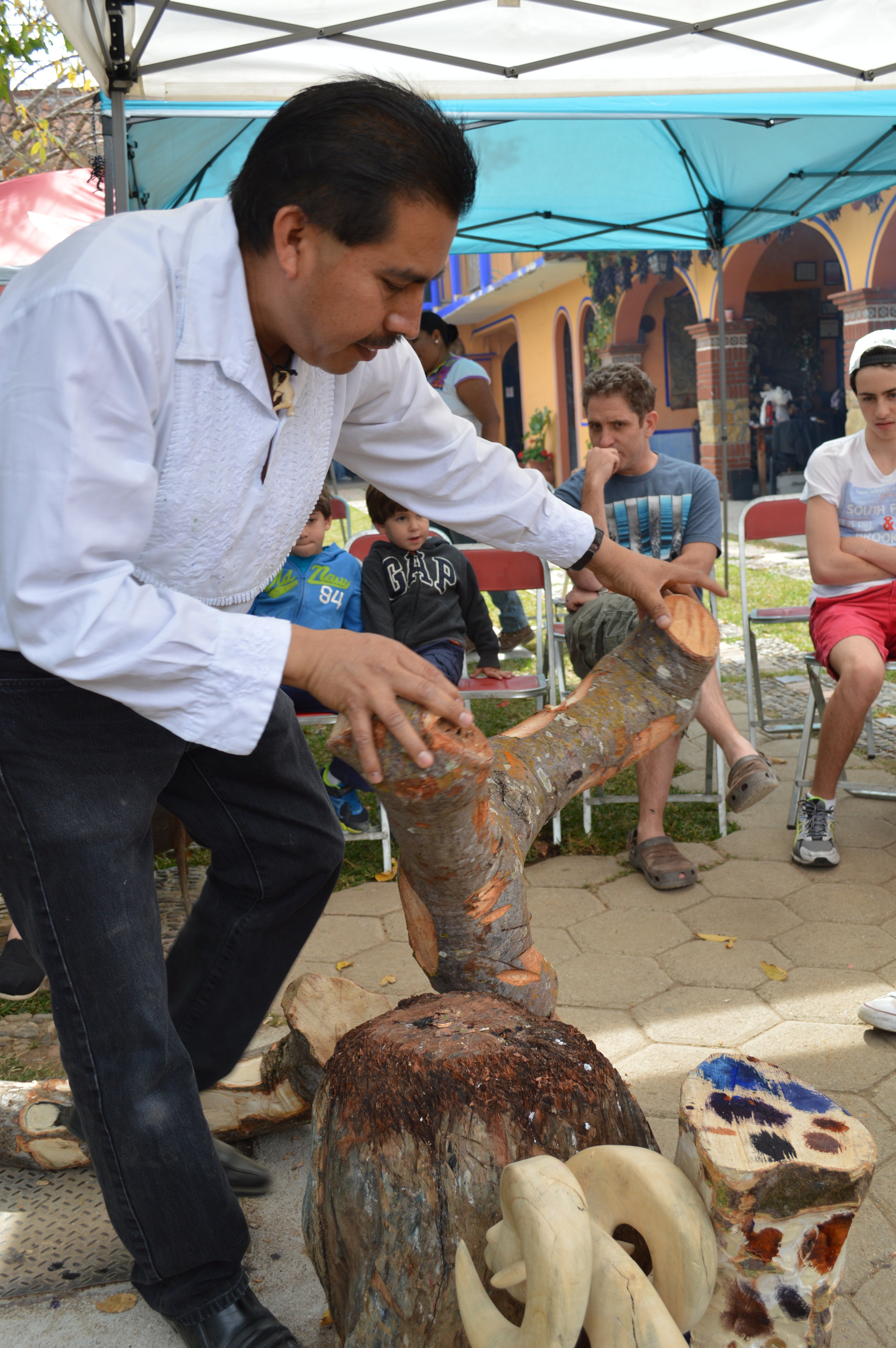
Ángeles demostrando madera de copal y pinturas naturales y acrílicas en su taller de San Martín Tilcajete.
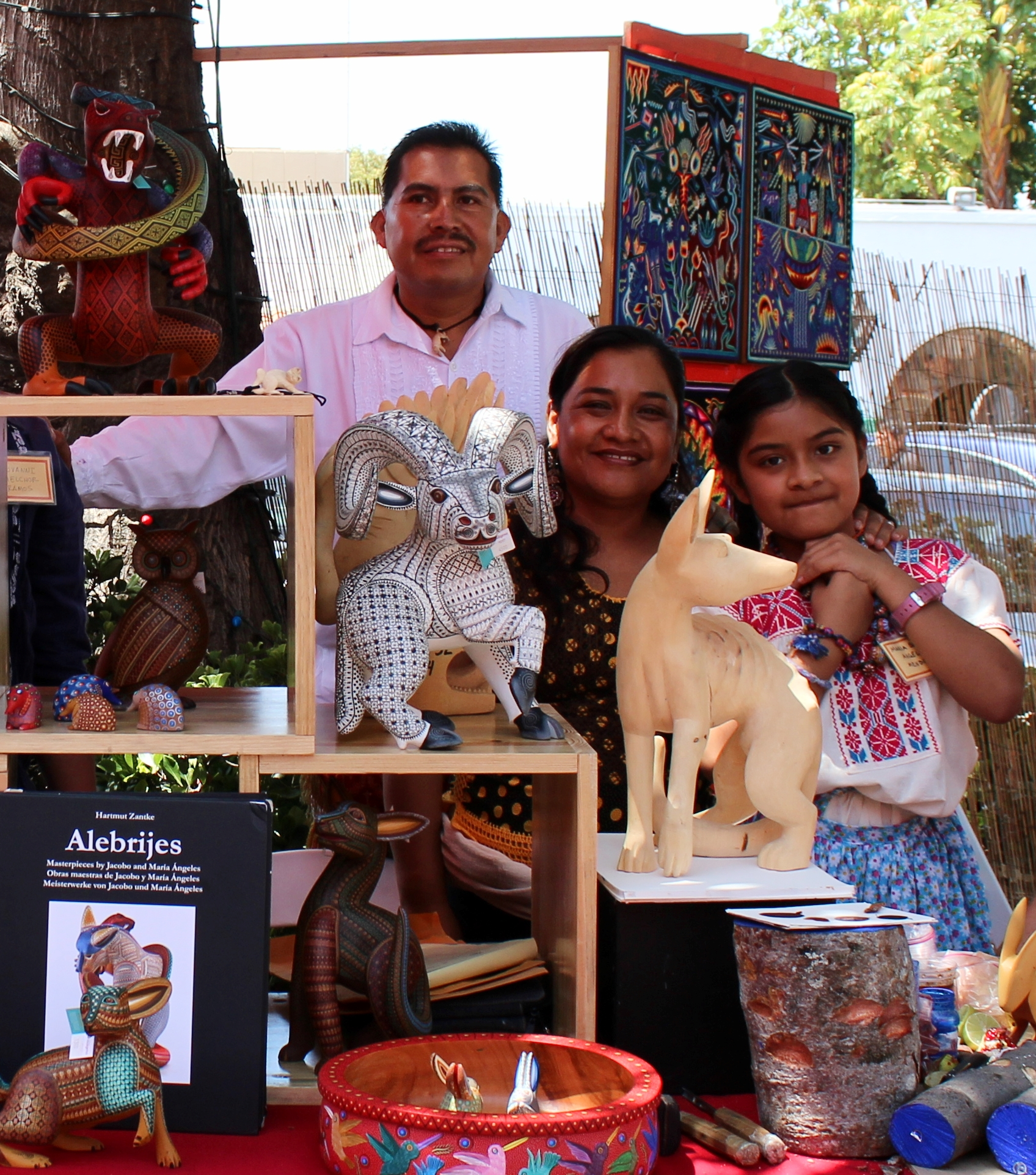
Jacobo, Maria y su hija Maria Sabina, durante una exposición en San Diego, CA.
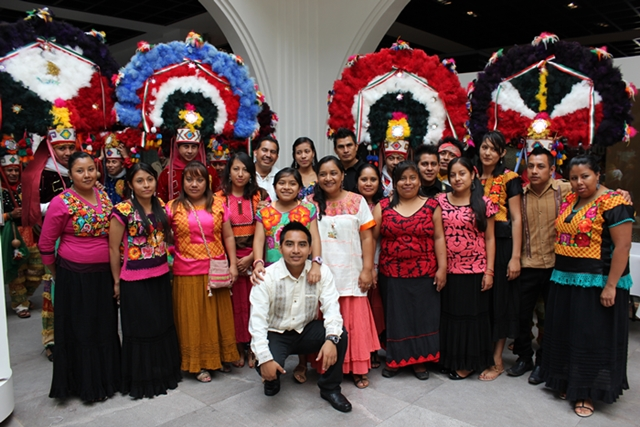
Inauguración de "Cuatro manos, dos oficios. Una iconografía" en el MAP (Museo de Arte Popular), México DF.